# 先輩がうざい後輩の話
『先輩がうざい後輩の話』（せんぱいがうざいこうはいのはなし）は、しろまんたによる日本の漫画作品。作者のTwitter上で連載され、一迅社より書籍化。2018年7月6日より一迅社のWebコミック配信サイト『comic POOL』でも連載された。少しガサツだが面倒見の良い会社の先輩である武田晴海と、武田をうざいと思いつつも実はまんざらでもなかったり、しかし素直になれない後輩の五十嵐双葉の関係を描く。
次にくるマンガ大賞2018Webマンガ部門1位。WEBマンガ総選挙2018にて8位を獲得。2021年11月時点でシリーズ累計発行部数は150万部を突破している。

## 登場人物
作品登場順。声の項は単行本発売記念PV / テレビアニメ版の声優。特記のないものはテレビアニメ版の声優。
五十嵐 双葉（いがらし ふたば）
声 - 白石晴香 / 楠木ともり
本作の主人公。糸巻商事、営業部の入社3年目（原作16話より、アニメ版は2年目）の22歳（原作23話より、アニメ版は23歳）でいつも絡んでくる先輩の武田をうざがっているが、内心頼りにしている。その後そういった気持ちは明確な好意に変わった。髪は長髪で緑色（地毛）。雪国出身で、小学校と中学校は地元の学校に通っていたが、高校は本人の希望で東京の高校に進学、短大卒業後、現在の会社に入社した。入社当時は髪をおろしていたが今はポニーテールにしており、会社以外では髪をおろしている（学生時代はショートヘアーであった）。私服でもスーツでも黒のタイツを着用している。性格は少々気が強い。小学生の頃からあまり変わらない小柄な体格を気にしており、スタイルの良い桜井や夏美を羨ましがる。身長に関しては公表されてないが、体重は27kgしかない。作中ではよく猫のイメージで描写される。誕生日は武田と同じ3月9日。祖父には溺愛されているが、本人はうざがっている。作中のイメージカラーは緑。極度の花粉症の持ち主。超甘党で、好物はおしるこ、うどん。外食が多いが、料理は得意で朝御飯をいつも作っている。ホラーとブラックコーヒーなどの苦いものが大の苦手。左利き。血液型はA型。両親は確認されておらず、肉親は祖父のみ。祖母は亡くなっている。最終話では晴海と結婚し、二人の子どもを産んでいる。結婚を機に武田双葉になる。
武田 晴海（たけだ はるみ）
声 - 黒田崇矢 / 武内駿輔
五十嵐の会社の先輩であり、教育担当。身長195cm、体重105kgの巨漢。社員からの信頼も厚く頼りになるがガサツで鈍感。五十嵐にはうざがられている。作中ではよく熊のイメージで描写される。学生時代に柔道を経験し、六段位から八段位が締めることが出来る紅白帯を所持している。がっちりとした体格をしており、第36話では8つに割れた腹筋と大胸筋と背筋を披露している。休日はもっぱら筋トレをしながら過ごしている。機械関係はやや疎く、原作では携帯電話を所持しておらず、アニメ版では、会社用に支給されている携帯電話しか所持していなかったが、風邪を引いた双葉を看病したお礼に、原作では8話、アニメでは4話でスマートフォンを購入することになる。誕生日は五十嵐と同じ3月9日。血液型はO型。作中のイメージカラーは紫。甘いものは苦手で好きな飲み物は緑茶。最終話では、双葉と結婚し二人の子どもを授かった。
桜井 桃子（さくらい とうこ）
声 - 種﨑敦美 / 早見沙織
五十嵐の会社の先輩で風間と同期（アニメ版では総務部の企画運営担当）。学生時代はバレー部に所属していた。巨乳で右目の下にホクロがある。スタイル抜群で愛想もよく、男性陣から人気がある。身長165cm、体重は公表してない。誕生日は4月1日。血液型はO型。基本的にスーツはズボンを履いているが、夏の間はスカートを履く。五十嵐の事は後輩ということもあり、よく相談に乗っている。（原作では、「五十嵐ちゃん」あるいは「双葉ちゃん」と呼んでいるが、アニメでは統一で「双葉ちゃん」と呼んでいる）作中のイメージカラーはピンク。好きなお菓子はマカロンで、炭酸飲料が苦手。密かに風間に好意を寄せている（当初は匂わせる程度だったが次第に隠さなくなり、相手へのアプローチも大胆になっていった）。その後、紆余曲折を経て両想いになり付き合うようになる。最終話では蒼太と結婚し夫婦になる。
風間 蒼太（かざま そうた）
声 - 八代拓 / 土田玲央
五十嵐の会社の先輩。誕生日は11月22日。身長175cm、体重58kg。血液型はB型。いつも気だるげで表情があまり変化しないが、人の洞察力は優れており、場の雰囲気を読んで、言動に配慮するなど要領はいい。五十嵐のことは「五十嵐ちゃん」と呼んでいる（入社当初は「五十嵐さん」と呼んでいた）。五十嵐に1度だけ満面の笑みを見せている（ただし作中では読者に見えないよう描かれている。五十嵐への好意ではなく、その前に桃子から本命チョコを貰い喜んでいたため）。作中のイメージカラーは青。学生時代はバスケ部所属。手先が器用で折り紙が得意。桃子に想いを寄せている（桃子同様、最初は曖昧な言動で受け流していたものの、だんだん明確になっていった）。その後、紆余曲折を経て両想いになり付き合うようになる。最終話では、桃子と結婚して婿養子になる。好きな食べ物は大福と栄養ドリンク。虫が苦手でカブトムシを見せられただけで失神するほど。趣味はゲーム。お酒は飲めるが、ワインは苦手で、1杯で酔い潰れるほど。
黒部 夏美（くろべ なつみ）
声 - 大西沙織 / 青山玲菜
五十嵐の中学からの親友。最初の頃はお互いを「五十嵐」「夏美ちゃん」と呼んでいたが、五十嵐がいじめられているのを助けたことで、お互いに「双葉」「夏美」と呼び捨てし合う仲になる。誕生日は8月2日。身長169cm、体重48kg。血液型はB型。学生時代から、左耳に黄色いピアスをつけている。運動神経がよく、学生時代は球技大会のエースを経験しており、特に走りに関しては、短距離、長距離どちらも得意であり、現在でもランニングを行っているなど、スタミナも高い。中学時代は五十嵐の後押しもあり、陸上部所属。ゲームの腕は一級品で（特に格闘ゲームやシューティングゲームが得意）、学生時代はよく学校をサボってゲームセンターに通っており、五十嵐が中学転校初日に出会った時もサボってゲームセンターへ行っていた。また女子に人気で、バレンタインデーには同級生の女子からチョコを大量にもらっていた。双葉と出会った当初は、友人として接していたが、次第に彼女に好意を抱くようになる。3年の陸上大会で優勝すれば、双葉に告白を考えていたが、結果は準優勝で終わる。その後は双葉を友人として、幸せにする事を誓う。（この事をキッカケに、ロングヘア―を切り、ショートヘアーにした）長身で桃子と同じくらいにスタイルがよく、作中でもナンパされているシーンがある。作中のイメージカラーはオレンジがかった黄色。いつも五十嵐にちょっかいをかけているが、内心気にかけておりよくアドバイスをしている。好きなお菓子はビターチョコ。
桜井 優人（さくらい ゆうと）
声 - 堀江由衣
桃子の弟。誕生日は7月7日。身長145cm、体重42kg。血液型はA型。目元は桃子に似ており、左目の下にホクロがある。容姿は整っており、風呂上がりだと女子に見間違えられるほど。高校入学を機に姉のいる町へ引っ越してきた。方向音痴で、地図アプリを使ってもよく道に迷う。バスケット部所属だが運動は苦手。作中のイメージカラーは（夏美より明るい）黄色。夏美に好意を寄せている。
月城 モナ（つきしろ もな）
声 - 古賀葵
桃子の同僚であり友人（部署は違う）。誕生日は10月10日。身長は160cm、体重45kg。血液型はAB型。掴み所の無い飄々とした雰囲気を漂わせた女性で（初対面の武田も外国人と見間違えている）、常語と謙譲語が入り交じった独特な口調で、ときどきロシア語を話す。なお、リズム感は絶望的にない。猫舌であり、熱いものが苦手。アニメ版では最初から、五十嵐たちと同じ部署で働いているようであり、変わった行動をとる事に呆れられている。作中のイメージカラーは水色。
部長（ぶちょう）
声 - 伊東健人 / 青山穣
五十嵐、武田、桃子、風間の上司。五十嵐が武田を気にかけていることを理解しており、さりげなくアドバイスを送る。口髭を生やしており、目が描かれていない。メールでの会話では女性のような話し方をする。連載当初はモブ役程度であったが、連載が続くにつれて、出番が増えている。
おじいちゃん
声 - 大塚明夫
五十嵐の祖父。本名不明。よくサングラスをかけている。髪は五十嵐と同じ長髪で緑色（地毛）。五十嵐を溺愛しており、五十嵐が東京の高校へ進学した際には、こっそり隣の部屋に引越しをしていたほど。男の影を見つけると心配で直接会いに来たりする。五十嵐本人には若干うざがられている。武田と同じくらい体格ががっちりしており長身。初対面の武田には警戒心を持っていたが、すぐに打ち解けた（趣味思考や性格などがそっくりで似た者同士）。その後は言い争いながらも、双葉を介して、どこか認めているような関係になっている。元軍人で、射的が得意。作中のイメージカラーは赤。
大石（おおいし）
声 - 小田柿悠太
風間の同僚であり友達。名前をあまり覚えられておらず、よく「小石」と間違えられる。土方と行動していることが多い。糸目で描かれていることが多い。学生時代は軽音部に所属していた。連休は河原へ石を探しに行くほどの石オタク。普段はおとなしいが、お酒が入ると言いたいことを直球で言ってしまうキャラになる。
土方（ひじかた）
声 - 近藤孝行
風間の同僚であり友達。大石と行動していることが多い。容貌は悪くないがナンパする度に女性に断られている（この行為を同僚に「いつもの」と揶揄されている）。桃子にアタックしているが、上手くあしらわれている。
かぶ吉（かぶきち）
五十嵐が公園で見つけたカブトムシ。なぜか五十嵐に懐いており飼うことになった。五十嵐に懐く前は月城に懐いていたようで、五十嵐が飼い始めてからも、たまに家を抜け出して会いに行っている模様。勝手に五十嵐の家の中にいたり、一瞬で姿を消すなどの行動から本当にカブトムシなのか怪しまれている。
奥寺 もみじ（おくでら もみじ）
五十嵐・武田・桃子・風間と同じ部署に転職してきた中途社員。以前の職場がブラック企業だったため、極力人と関わりたくないが、人と話したあとで一人で反省会をよくしている。人に好かれると思っていない性格で、基本愛想笑いをしている。また、褒められ慣れておらず、どう反応して良いかわからない。仕事面は覚えが早く、五十嵐、桜井からは褒められていた。糸巻商事に転勤して以降は、少しずつではあるが、笑顔も増えていき、生き生きとした性格に変わっている。最終話では桃子と蒼太の結婚式に参加し二人を祝福している。作中のイメージカラーは黒。

## 書誌情報
- しろまんた『先輩がうざい後輩の話』一迅社、全13巻
  1. 2018年4月5日初版発行（3月28日発売[18]）、ISBN 978-4-7580-0981-2
  2. 2018年10月1日初版発行（9月10日発売[19]）、ISBN 978-4-7580-0997-3
  3. 2019年2月25日初版発行（同日発売[20]）、ISBN 978-4-7580-2026-8
  4. 2019年9月25日初版発行（同日発売[21]）、ISBN 978-4-7580-2051-0
  5. 2020年7月2日発売[22]、ISBN 978-4-7580-2093-0
  6. 2020年11月25日発売[23]、ISBN 978-4-7580-2175-3
  7. 2021年4月28日発売[24]、ISBN 978-4-7580-2230-9
  8. 2021年9月28日発売[25]、ISBN 978-4-7580-2292-7
  9. 2022年5月25日発売[26]、ISBN 978-4-7580-2385-6
  10. 2022年12月26日発売[27]、ISBN 978-4-7580-2469-3
  11. 2023年7月25日発売[28]、ISBN 978-4-7580-2552-2
  12. 2024年5月24日発売[29]、ISBN 978-4-7580-2673-4
  13. 2025年2月3日発売[30]、ISBN 978-4-7580-2829-5

### 未収録
- 特別描き下ろし『先輩がうざい後輩の話』（『ダ・ヴィンチ』2018年6月号、pp. 40-41）

## テレビアニメ
2020年7月に動画工房によるアニメ化が発表され、2021年10月から12月までTOKYO MXほかにて放送された。
2025年2月にアニメ声優陣による最終13巻発売記念版PVが一迅社PVチャンネルより配信された。

### スタッフ
- 原作 - しろまんた[35]
- 監督 - 伊藤良太[35]
- シリーズ構成 - 成田良美[35]
- キャラクターデザイン - 阿部慈光[35]
- プロップデザイン - 中島絵里[8]
- 美術監督・美術設定 - 鈴木俊輔[8]
- 色彩設計 - 伊藤裕香[8]
- 撮影監督 - 桒野貴文[8]
- 編集 - 木村佳史子[8]
- 音響監督 - 高寺たけし[35]
- 音楽 - 堤博明[35]
- 音楽制作 - キングレコード
- プロデューサー - 鈴木廉太、柿崎大輝、神宮司剛史、鎌田肇、三浦史、小澤文啓
- 制作プロデューサー - 小林涼、齊藤真吾
- アニメーション制作 - 動画工房[35]
- 製作 - 先輩がうざい製作委員会

### 主題歌
「アノーイング！さんさんウィーク！」
五十嵐双葉（楠木ともり）、桜井桃子（早見沙織）、黒部夏美（青山玲菜）、月城モナ（古賀葵）によるオープニングテーマ。作詞・作曲はJunky。
「虹が架かるまでの話」
堀江由衣によるエンディングテーマ。作詞は金丸佳史、作曲・編曲は中野領太。

### 各話リスト
| 話数   | サブタイトル           | 脚本     | 絵コンテ                   | 演出                | 作画監督                                                                            | 総作画監督 | 初放送日        |
| ------ | ---------------------- | -------- | -------------------------- | ------------------- | ----------------------------------------------------------------------------------- | ---------- | --------------- |
| 第1話  | お互いの歩幅           | 成田良美 | 伊藤良太                   | 伊藤良太            | 渥美智也 矢野桃子 武藤幹 板倉健 長尾圭吾                                            | 室田雄平   | 2021年 10月10日 |
| 第2話  | うどん、ときどき満月   | 成田良美 | 伊藤良太                   | 竹内崇              | 久保茉莉子 長尾圭吾 板倉健 岩崎成希 山本蓮雄                                        | 吉川真帆   | 10月17日        |
| 第3話  | そしてクリスマス       | 森江美咲 | 吉川博明                   | 野呂純恵            | 近藤優次 松本朋之                                                                   | 中川洋未   | 10月24日        |
| 第4話  | そばにいてくれる人     | 山田由香 | 上坪亮樹                   | 上坪亮樹            | 渥美智也 矢野桃子 鈴木彩乃 江口麻里 松下郁子 徳永さやか 久保茉莉子                  | 武藤幹     | 10月31日        |
| 第5話  | バレンタイン交響曲     | 森江美咲 | Royden B 伊藤良太          | ふじいたかふみ      | 久保茉莉子 長尾圭吾 板倉健 岩崎成希 渥美智也                                        | 室田雄平   | 11月7日         |
| 第6話  | 双葉大好きおじいちゃん | 山田由香 | 吉川博明                   | 竹内崇              | 近響子 山本蓮雄 川本由記子 中本尚 山﨑輝彦 阿部慈光 長尾圭吾 舘崎大                 | 吉川真帆   | 11月14日        |
| 第7話  | いま、ここで           | 森江美咲 | 猫富ちゃお                 | 猫富ちゃお          | 渥美智也 板倉健 岩崎成希 久保茉莉子 永井里奈 西川絵奈 中川洋未                      | 中川洋未   | 11月21日        |
| 第8話  | それぞれの休日         | 成田良美 | 伊藤良太                   | 野木森達哉 土屋浩幸 | 西道拓哉 村長由紀                                                                   | 武藤幹     | 11月28日        |
| 第9話  | ウキウキ夏休み         | 山田由香 | 吉川博明                   | 佐藤雅子            | 山本蓮雄 長尾圭吾 近響子 山﨑輝彦 板倉健 久保茉莉子 舘崎大 中本尚 川本由記子        | 室田雄平   | 12月5日         |
| 第10話 | 秋、あるいは日常の日々 | 森江美咲 | 吉川博明 斉藤哲人 伊藤良太 | 髙田淳              | 近藤優次 松本朋之                                                                   | 吉川真帆   | 12月12日        |
| 第11話 | めぐる季節             | 山田由香 | 野呂純恵 西田正義          | 猫富ちゃお 竹内崇   | 久保茉莉子 川本由記子 近響子 永井里奈 中本尚 板倉健 渥美智也 長尾圭吾 舘崎大        | 中川洋未   | 12月19日        |
| 第12話 | 先輩がうざい後輩の話   | 成田良美 | 伊藤良太                   | 伊藤良太            | 渥美智也 長尾圭吾 久保茉莉子 板倉健 近響子 尾辻浩晃 中本尚 舘崎大 岩崎成希 阿部慈光 | 武藤幹     | 12月26日        |

### 放送局
| 放送期間                      | 放送時間                     | 放送局         | 対象地域 | 備考                  |
| ----------------------------- | ---------------------------- | -------------- | -------- | --------------------- |
| 2021年10月10日 - 12月26日     | 日曜 1:00 - 1:30（土曜深夜） | TOKYO MX       | 東京都   |                       |
|                               |                              | BS11           | 日本全域 | BS放送 / 『ANIME+』枠 |
| 2021年10月12日 - 12月28日     | 火曜 23:00 - 23:30           | とちぎテレビ   | 栃木県   |                       |
| 2021年10月15日 - 12月30日     | 金曜 1:50 - 2:20（木曜深夜） | 北海道テレビ   | 北海道   | 最終話は放送曜日変更  |
| 2021年10月16日 - 2022年1月8日 | 土曜 22:30 - 23:00           | アニマックス   | 日本全域 | BS/CS放送             |
| 2021年10月17日 - 2022年1月9日 | 日曜 1:28 - 1:58（土曜深夜） | テレビユー福島 | 福島県   |                       |

| 配信開始日     | 配信時間                     | 配信サイト |
| -------------- | ---------------------------- | --- |
| 2021年10月10日 | 日曜 1:00 - 1:30（土曜深夜） | ABEMA |
| 2021年10月15日 | 金曜 1:30（木曜深夜） 更新   | dアニメストア |
| 2021年10月17日 | 日曜 0:00（土曜深夜） 更新   | Amazon Prime Video バンダイチャンネル dTV FOD GYAO! Hulu Netflix ニコニコチャンネル U-NEXT アニメ放題 ビデオマーケット クランクイン！ビデオ アニメカ AnimeFesta DMM.com ひかりTV HAPPY!動画 J:COMオンデマンド milplus ムービーフルPlus music.jp Rakuten TV auスマートパスプレミアム TELASA TSUTAYA TV YouTube ふらっと動画 |
|                | 日曜 1:00 - 1:30（土曜深夜） | ニコニコ生放送 |

### BD
| 巻 | 発売日         | 収録話          | 規格品番   |
| -- | -------------- | --------------- | ---------- |
| 1  | 2021年11月24日 | 第1話 - 第3話   | KIZX-506/7 |
| 2  | 2021年12月22日 | 第4話 - 第6話   | KIZX-508/9 |
| 3  | 2022年1月26日  | 第7話 - 第9話   | KIZX-510/1 |
| 4  | 2022年2月23日  | 第10話 - 第12話 | KIZX-512/3 |

## コラボレーション
2021年11月27日から本作が名代 富士そばとコラボレート。作中で五十嵐双葉が薦める「月見うどん」が、富士そばのメニューに登場した。